# غسان الرفاعي
غسان الرفاعي (من مواليد 1942) هو خبير اقتصادي سوري رائد عمل في البنك الدولي منذ فترة طويلة وعمل كوزير للاقتصاد والتجارة في سوريا من ديسمبر 2001 إلى أكتوبر 2004.

## النشأة والتعليم
ولد غسان الرفاعي في حمص عام 1942. حصل على درجة البكالوريوس في إدارة الأعمال من جامعة القاهرة. حصل على درجة الماجستير من الجامعة الأمريكية بالقاهرة. كما أنه حاصل على درجة الدكتوراه في إدارة الأعمال والتمويل الذي حصل عليه من كلية ساسكس للتكنولوجيا.

## المسيرة المهنية
انضم غسان الرفاعي إلى البنك الدولي في عام 1972 من خلال برنامج المهنيين الشباب. في عام 1973 انتقل إلى إدارة البرامج القطرية في أوروبا والشرق الأوسط وشمال أفريقيا. ظل في تلك المنطقة حتى ديسمبر 1998. خلال هذه الفترة شغل العديد من المناصب الإدارية العليا التي تشرف على صياغة الاستراتيجية والعمليات والمساعدة التقنية وتشجيع الاستثمار. كما انتدب في عام 1977 إلى صندوق أبوظبي للتنمية الاقتصادية العربية لمدة أربعة أشهر كمستشار أول للمساعدة في إعادة تنظيمه وتقديم المشورة في مجال السياسات لحكومة دولة الإمارات العربية المتحدة. في ديسمبر 1988 تمت ترقية غسان الرفاعي إلى نائب رئيس الخدمات الاستشارية والاستشارية لوكالة ضمان الاستثمارات المتعددة الأطراف التابعة للبنك الدولي حيث كان له دور فعال في تشكيل هذه الوكالة وتطويرها. في يونيو 1993 عين مديرا لتعبئة الموارد وتنمية القطاع الخاص في منطقة أوروبا وآسيا الوسطى في البنك الدولي حيث أشرف على عدد كبير من المشاريع الاستثمارية في عدة بلدان في أوروبا وآسيا الوسطى. في يوليو 1997 عين مستشارا رئيسيا وسياسات ومنتجات قطاعية لمنطقة الشرق الأوسط وشمال أفريقيا وكان آخرها المستشار الرئيسي للاستراتيجية الإقليمية والسياسات القطاعية.
ثم تم تعيينه وزير الاقتصاد والتجارة الخارجية في ديسمبر 2001 في تعديل وزاري ليحل محل محمد العمادي. ترأس الحكومة رئيس الوزراء آنذاك محمد مصطفى ميرو. في سبتمبر 2003 استبدل ميرو بمحمد ناجي عطري ولكن الرفاعي واصل عمله في منصبه. علاوة على ذلك تم توسيع محفظته لتشمل التجارة الداخلية والإمدادات. استمرت فترة الرفاعي حتى أكتوبر 2004.